# Chorinsk
Chorinsk (russisch Хоринск; burjatisch Хори) ist ein Dorf (selo) in der Republik Burjatien (Russland) mit 8138 Einwohnern (Stand 14. Oktober 2010).

## Geographie
Der Ort liegt gut 150 km Luftlinie ostnordöstlich der Republikhauptstadt Ulan-Ude am rechten Ufer des Selenga-Nebenflusses Uda oberhalb der Einmündung ihres Zuflusses Ona. Südlich erstreckt sich in west-östlicher Richtung der gut 1200 m hohe Chudan-Kamm (Chudanski chrebet), nördlich der fast 1800 m hohe Kurba-Kamm (Kurbinski chrebet).
Chorinsk ist Verwaltungssitz des Rajons Chorinski und Sitz der Landgemeinde Chorinskoje selskoje posselenije, zu der neben Chorinsk noch das Dorf Aninsk und die Siedlung Maila gehören.

## Geschichte
Der Ort entstand aus den kleinen Siedlungen Duma und Basar und wurde im 19. Jahrhundert Nikolskoje genannt. 1917 erfolgte die Umbenennung in Dodo-Aninskoje, mit Gründung der Burjat-Mongolischen ASSR 1923 schließlich in Chorinsk. Im gleichen Jahr wurde der Ort Zentrum eines Rajons.
Von 1973 bis 1990 besaß Chorinsk den Status einer Siedlung städtischen Typs.

### Bevölkerungsentwicklung
| Jahr | Einwohner |
| ---- | --------- |
| 1939 | 3301      |
| 1959 | 3450      |
| 1970 | 6510      |
| 1979 | 7255      |
| 1989 | 8661      |
| 2002 | 8134      |
| 2010 | 8138      |

Anmerkung: Volkszählungsdaten

## Verkehr
Chorinsk liegt an der Regionalstraße R436, die von Ulan-Ude dem rechten Ufer der Uda aufwärts folgt. Von Chorinsk führt sie weiter in nordöstlicher Richtung in das benachbarte Rajonzentrum Sosnowo-Oserskoje und dann in einem weiten Bogen über Romanowka in das Zentrum der Region Transbaikalien Tschita, sowie von Romanowka als R437 nach Bagdarin.
Einige Kilometer südlich von Chorinsk, am linken Uder der Uda, führte die ab 1934 errichtete Hauptstrecke der vorwiegend forstwirtschaftlichen Zwecken dienenden Chandagatai-Schmalspurbahn vorbei. Dieser Abschnitt der etwa 230 km langen Strecke von Nowoiljinsk an der Transsibirischen Eisenbahn nach Egita und in die weiter nordöstlich gelegenen Waldgebiete wurde Ende der 1990er-Jahre stillgelegt, das gesamte über 300 km lange Netz bis 2004.